# Бельский сельсовет (Стерлитамакский район)
Бельский сельсове́т — упразднённая в 2008 году административно-территориальная единица и сельское поселение (тип муниципального образования) в составе Стерлитамакского района. Почтовый индекс — 453119. Код ОКАТО — 80249819000. Код ИФНС — 0242. Согласно Закону Республики Башкортостан «О границах, статусе и административных центрах муниципальных образований в Республике Башкортостан» от 16 декабря 2004 года имел статус сельского поселения.
В 2008 году Бельский сельсовет объединён с сельским поселением Алатанинский сельсовет.

## Состав сельсовета
Бельский сельсовет: село Бельское — административный центр (приложение 44д);

## История
Закон Республики Башкортостан от 19.11.2008 № 49-з «Об изменениях в административно-территориальном устройстве Республики Башкортостан в связи с объединением отдельных сельсоветов и передачей населённых пунктов» гласил:

 "Внести следующие изменения в административно-территориальное устройство Республики Башкортостан:
40) по Стерлитамакскому району:

а) объединить Алатанинский и Бельский сельсоветы с сохранением наименования «Алатанинский» с административным центром в селе Алатана.

Включить село Бельское Бельского сельсовета в состав Алатанинского сельсовета.

Утвердить границы Алатанинского сельсовета согласно представленной схематической карте.

Исключить из учётных данных Бельский сельсовет;

## Реки
Агидель.

## Население
| 2002 | 2009  | 2010  |
| ---- | ----- | ----- |
| 1071 | ↗1186 | ↘1144 |

## Географическое положение
Расстояние до:
- районного центра (Стерлитамак): 20 км
- ближайшей ж/д станции (Стерлитамак): 20 км

На 2008 год граничил с Ишимбайским районом, муниципальными образованиями Алатанинский сельсовет, Красноярский сельсовет («Закон Республики Башкортостан от 17.12.2004 N 126-з „О границах, статусе и административных центрах муниципальных образований в Республике Башкортостан“»).

## автодороги
Стерлитамак — Алатана, Стерлитамак — Мебельный.